# 2003년 칸 영화제
제56회 칸 영화제는 2003년 5월 14일부터 2003년 5월 25일까지 열린 영화제이다. 사회자는 모니카 벨루치이다.

## 수상

### 황금종려상
- 엘리펀트 - 구스 반 산트 수상
- 미스틱 리버 - 클린트 이스트우드
- 스위밍 풀 - 프랑소와 오종
- 자호접 - 로예
- 우작 - 누리 빌게 제일란
- 야만적 침략 - 데니 아르캉
- 밝은 미래 - 구로사와 기요시
- 브라운 버니 - 빈센트 갈로
- 도그빌 - 라스 폰 트리에
- 그날 - 라울 루이즈
- Cuore altrove,Il - 푸피 아바티
- 커틀렛 - 베르트랑 블리에
- 아버지와 아들 - 알렉산드르 소쿠로프
- 티레지아 - 베르트랑 보넬로
- 카란디루 - 헥토르 바벤코
- 스트레이드 - 앙드레 테시네
- 사라쌍수 - 가와세 나오미
- 우리의 릴리 - 끌로드 밀러
- 텔시 루퍼 가방 1부 - 피터 그리너웨이
- 오후 5시 - 사미라 마흐말바프

### 심사위원대상
- 우작 - 누리 빌게 제일란 수상

### 감독상
- 엘리펀트 - 구스 반 산트 수상

### 각본상
- 야만적 침략 - 데니 아르캉 수상

### 여우주연상
- 야만적 침략 - 마리 조지 크로즈 수상

### 남우주연상
- 우작 - 무자페르 오즈데미르 수상
- 우작 - 에민 토프락 수상

### 황금카메라상
- 리컨스트럭션 - 크리스토퍼 부 수상

### FIPRESCI 상
- 아버지와 아들 - 알렉산드르 소쿠로프 수상

### 기독교 심사위원상
- 오후 5시 - 사미라 마흐말바프 수상

### 감독주간
- 사연 - 박종우

### 시네파운데이션
- 원더풀 데이 - 김현필

### 비평가주간
- 굿나이트 - 전선영